# Teracotona obscurascens
Teracotona obscurascens är en fjärilsart som beskrevs av Embrik Strand 1921. Teracotona obscurascens ingår i släktet Teracotona och familjen björnspinnare. Inga underarter finns listade i Catalogue of Life.